# Gastrotheca ovifera
La rana marsupial común (Gastrotheca ovifera) es una especie de anfibios de la familia Amphignathodontidae.
Es endémica de Venezuela.
Su hábitat natural incluye bosques bajos y secos y montanos tropicales o subtropicales secos.
Está amenazada de extinción por la pérdida de su hábitat natural.

## Sinonimia
- Notodelphys ovifera Lichtenstein and Weinland, 1854
- Notodelphis dorsigera Schlegel, 1858
- Opisthodelphys ovifera — Günther, 1859
- Nototrema oviferum — Boulenger, 1882
- Hyla vogli Müller, 1938, Zool. Anz., 121: 284
- Gastrotheca ovifera — Rivero, 1961
- Gastrotheca (Opisthodelphys) ovifera — Dubois, 1987[1]